# おおぐま座パイ2星
おおぐま座π2星は、おおぐま座の方向約256光年の距離にある、橙色巨星である。太陽系外惑星が1つ、この恒星の周りを公転していることが明らかとなっている。

## 特徴
おおぐま座π2星のスペクトル型はK1 IIIで、年齢はおよそ46億年だが、既に巨星段階へと進化しているとみられる。質量は太陽の1.2倍で、半径は太陽の18倍になる。表面の有効温度は、4,415Kである。
この星は、銀河系内を離心率0.10の軌道で周回し、銀河系中心からの距離は2万7700光年から3万4100光年である。軌道面は銀河面にほぼ平行で、銀河面からの距離はせいぜい260光年である。

## 惑星系
2007年、視線速度法によって惑星bが発見された。この惑星は、質量が木星の少なくとも7倍ある。軌道は楕円形で、おおぐま座π2星からの平均距離は、太陽-地球間の87%である。この恒星は、水素とヘリウム以外の元素の存在量（金属量）が太陽と比べて少ない。これは、惑星を持つ恒星の多くが金属量が多いのとは対照的である。
| 名称 （恒星に近い順） | 質量           | 軌道長半径 （天文単位） | 公転周期 (日) | 軌道離心率    | 軌道傾斜角 | 半径      |
| --------------------- | -------------- | ----------------------- | ------------- | ------------- | ---------- | --------- |
| b                     | > 7.1 ± 1.6 MJ | 0.87 ± 0.04             | 269.30 ± 1.96 | 0.432 ± 0.024 | —          | 1.9221 RJ |